# Lithostege mesoleucata
Lithostege mesoleucata là một loài bướm đêm trong họ Geometridae.